# 이변 (1391년)
이변(李邊, 德水李氏7世孫) : 고려 공양왕 신미 1391년 7월23일 ∼ 성종 4년(1473) 계사 10월9일. 생원. 세종 1년(1419) 기해 문과. 조선의 문신. 본관은 덕수(德水) 시호는 정정(貞靖)이다. 안팎으로 情을 쏟는 것이 「정」이고, 부드럽고 천명을 마치는 것이 「정」이다. 예문관 대제학. 경창부윤. 공조. 형조판서. 판중추. 보국숭록대부. 영중추부사. 홍문관 대제학. 승문원. 사역원. 도제조를 역임하시다. 판사재시사(判司宰寺事) 이공진(李公晉)의 아들이며 충무공 이순신의 5대조이다. 

## 생애
- 공양 1년(1391.7.23, 1세) 의정공 이공진(李公晉)의 아들로 출생
- 태종 7년(1407, 17세) 태학 입학
- 태종 17년(1417, 27세) 생원 급제, 승문원 선입
- 세종 1년(1419.4.1, 29세) 증광시 문과 급제, 승문원(承文院) 권지(權知) 정자(正字)에 보임
- 세종 5년(1423, 33세) 승문원(承文院) 박사
- 세종 9년(1427, 37세) 사역원 판관 겸 승문원 교리(이후 임명될 때마다 반드시 승문원과 사역원 두 원(院)의 벼슬을 겸임.)
- 세종 10년(1428.겨울, 38세)  전농시(典農寺) 판관(判官), 부친 의정공 이공진(李公晉) 별세
- 세종 11년(1429, 29세) 사역원의 역학 훈도(譯學訓導)로 삼기 위하여 기복(起復)시켜 호군(護軍)에 임명
- 세종 14년(1432, 42세) 첨지 승문원사
- 세종 16년(1434.2.6, 44세) 직해소학을 질문하기 위하여 요동에 갔다가 4.2 귀환
- 세종 17년(1435.8, 45세) 모친 증 정경부인 초계정씨(草溪鄭氏, 보승별장 정광조의 딸)별세
- 세종 18년(1436, 46세) 모친의 3년상을 치르도록 간청하였으나 기복시켜 대호군(大護軍)에 임명, 봉상시 윤
- 세종 20년(1438, 48세) 예문관 직제학(直提學)
- 세종 21년(1439.8.28, 49세) 사은사 종사관으로 북경에 다녀오다. 문관 출신으로 중국어를 잘하는 사람은 이변(李邊)과 김하(金何)뿐이었으므로 대명외교에 꼭 필요한 존재였다.
- 세종 22년(1440.8.29, 50세) 사간원(司諫院) 우사간대부(右司諫大夫)
- 세종 23년(1441.2.17, 51세) 호조참의, 9/17 공조참의, 11/2 첨지중추원사
- 세종 24년(1442.5.9, 52세) 주문사로 명나라에 갔다가 8.12 귀환
- 세종 24년(1442.10.27, 52세) 이조참의
- 세종 29년(1447, 57세) 종2품하 가선대부(嘉善大夫)로 승품되고, 중추원 부사(副使)
- 세종 30년(1448.4.7, 58세) 예조참의, 5/1 중추원사, 9/1 성절사(聖節使)로 명나라에 가다.
- 세종 31년(1449.2.1, 59세) 형조참판,  5/22 예조참판
- 문종 1년(1451.2.9, 61세) 중추원부사,  5/4 이조참판, 10/11 정조사(正朝使)의 부사(副使)로 명나라에 가다.
- 문종 2년(1452.2.20, 62세) 병조참판
- 단종 1년(1453.6.8, 63세) 경창부(慶昌府) 윤(尹) 7/1 종2품상 가정대부(嘉靖大夫)로 승품, 11/8 정2품하 자헌대부(資憲大夫)로 승품
- 세조 1년(1455.6.23, 65세) 공조판서, 7/22 중추원사 12/27 좌익원종공신(佐翼原從功臣) 2등
- 세조 4년(1456, 66세) 예문관 대제학(藝文館大提學)에 배수(拜授)
- 세조 4년(1458, 68세) 공조판서 전임되고 종1품하 숭정대부(崇政大夫)로 승품, 중추원사(中樞院事)에 임명
- 세조 6년(1460.5.24, 70세) 중추원 판사(判事), 11/11 종1품상 숭록대부(崇祿大夫)가 되었으며, 입 기로소
- 세조 7년(1461.9.24, 71세) 정경부인 양성이씨(陽城李氏, 순찰사 이현신의 딸) 장례
- 세조 8년(1462.6.7, 72세) 행 첨지 중추원사
- 세조 11년(1465.5.25, 75세) 지중추원사 로 내구마 1필을 하사 받다.
- 세조 12년(1466.6.16, 76세) 중추부 동지사
- 세조 13년(1467.1.24, 77세) 궤장을 하사 받다. 10/12 승문원 제조(나이가 들었으므로 서반(西班)의 한직(閒職)에 머물렀으나, 명나라 사신이 오면 어전통사(御前通事)로 활약하거나, 명나라에 주문(奏聞)할 중요한 문서를 초안할 경우에는 승문원 제조로서 그 역할)
- 세조 14년(1468, 78세) 정1품하 보국숭록대부(輔國崇祿大夫)로 승품
- 성종 3년(1472.3.10, 82세) 중추부(中樞府) 영사(領事)
- 성종 4년(1473, 83세) 훈세평화(訓世評話)를 저술했으나 전하지 않는다.
- 성종 4년(1473.10.9, 83세) 계사년 서울 근교 금천(衿川)의 본가에서 향년 83세로 별세. 정정(貞靖)이라는 시호를 받다.
- 묘는 서울시 관악구 봉천동 탑곡 덕수공원에 해좌 되고 표석이 있다. 배위는 정경부인 양성이씨(여주이씨라고도 함)로 순찰사 이현신(이거흥이라고도 하나 보첩을 따름)의 여식이며 외조부는 삼사좌윤 연안이씨 이즐이다. 세조 7년(1461) 신사년 9월24일 별세. 묘는 쌍분이다. 쌍표석이 있어 음기에 공의 생몰 연월일이 새겨져 있는데 몰년 12월 3일에 예장했고 부인은 세조 7년(1461) 9월 24일에 장사를 모셨다고 했다.
- 장남은 봉례공 이효조, 차남은 판관공 이효종이다.

## 평가
정정공 이변(李邊)은 고려조 무인 집권 시기에 활동하였던 중랑장인 덕수이씨 시조 이돈수 이래로 무반 가문의 성향이 강하였던 충무공 이순신 가계에서 문반으로 많은 일화를 남기고 지위를 세상에 드러내어 집안을 반열에 올린 인물로 덕수이씨 중시조로 평가받고 있다. 
정정공 이변(李邊)의 후손은 정정공파로 파계가 분류되며 크게 5개 소파가 나누어 진다. 장손이자 증손자이며 함종현령을 지낸 이백복(李百福)은 함종공파, 5대손인 이희신(李羲臣)은 참판공파, 5대손인 이요신(李堯臣)은 율리공파, 5대손인 이순신(李舜臣)은 충무공파, 차남이자 황주판관을 지낸 이효종(李孝宗)은 판관공파이다.
도읍에서 필법이 뛰어나 5대 왕조를 섬기다. 특출난 능력을 지니시어 70세가 넘는 정2품 이상의 문관들을 예우하기 위해 설치한 기구 들어가다. 신숙주와 고금의 명현과 절부의 행적을 한어로 번역한 훈세평화를 저술하여 영향을 미치다. 세상에 이롭고 노련한 행동으로 해동명신록 오르다. 
사람됨이 정직하고 강직하여 마음 속에 담아 두지 않고 겉과 속이 한결같았으며, 남의 과실을 보면 면전에서 꺾어버렸다. 이조참의 때는 인사문제가 있을 때마다 판서와 자주 충돌했다. 하루는 지방관이 생선과 육류를 보내왔으나 받지 않았는데 판서가 이미 받았다는 말을 들었다. 그날 판서가 맛있는 고기를 대접하자 공이 수저를 들면서 "이것이 바로 뇌물로 받은 고기인가"하니 판서가 입을 다물었다. 
항상 사람들에게 "나는 평생에 아직껏 남을 속인 일이 없고 벼슬을 한 이래 한번도 거짓 병으로 퇴직한 일이 없었다."고 말했는데 점필재 김종직이 말하기를 "참으로 이 말 같다면 상공의 덕은 진실로 존경할 일이다. 그러나 옛날 벼슬 한 사람들도 임금에게 병을 핑계대는 일이 흔히 있었는데 그의 말은 과장된 것이 아닌가 의심된다."고 했다. 
공의 행적이 가승에는 나타나지 않으며, 위의 몇가지 일은 여지승람, 추강냉화, 하곡집 등에 나온다.
정정공 이변(李邊)은 세종, 문종, 단종, 세조, 예종, 성종 6왕을 모셨고 문신들의 부러움을 받는 대제학, 이, 호, 예, 병, 형, 공조 참판을 두루 거쳤는데 특히 중국어를 잘하고 이문(각종 공문서에 쓰는 특수한 문체)에 능하여 중국에 사신으로 40여차례 다녀와서 중국인들이 모두 공의 이름을 알았다고 하며 무엇보다도 대명 외교에 큰 공을 세웠다는 평가를 받았다.
조선왕조실록 정정공 이변(李邊)의 졸기에는 "성품이 엄격하고 정직하여,‘뼈대 있는 신하[硬骨之臣]’라고 자처할 만큼 강직하였다. 남에게 이중적인 태도를 보이지 않고 항상 겉과 속이 같았다. 남의 과실을 보면 바로 면전에서 꾸짖었고, 아무리 윗사람의 뜻이라고 하더라도 옳지 않다고 생각되면 구차스럽게 따르지 않았다.", "사람됨이 편협하고 성급하여 요좌(僚佐 : 속관屬官)가 조금만 마음에 맞지 아니하면 문득 꾸짖었다."라고 한다.
성종 4년(1473) 10월 9일 정정공 이변(李邊)이 죽자 성종은 조정에서 정사를 멈추고 국가예장으로 장례를 모시었고 금천현(現 서울시 관악구 봉천동 탑곡) 일대를 하사해 무덤으로 쓰게 하였다. 그 후 후손들이 계승하여 현재까지 묘소를 수호봉사하고 묘하에 사설로 덕수공원으로 조성하여 후손들의 배움의 터전과 아울러 이용시민의 건강증진과 여가 선용을 겸한 성스러운 장소로 운영되고 있다. 충무공 이순신도 1년에 1~2회 이곳을 찾았다고 전해진다.
성종 4년(1473) 정정공 이변이 승문원 제조와 사역원 제조로 있을 때 우리나라의 명현(名賢)과 절부(節婦)의 행적을 『훈세평화』라는 책으로 엮어서 중국어로 번역하여, 승문원과 사역원 두 기관의 관리들에게 가르쳤다. 그의 후손 이단하는 「이변전기」에서 “일찍이 『훈세평화』라는 책을 저술하였으나, 지금은 전하지 않는다.”고 하였다. 그러나 임진왜란 때 왜군이 이 책을 약탈해 가는 바람에 최근 일본 나고야시[名古屋市]에 있는 도쿠가와 집안[德川家]의 ‘봉좌문고(蓬左文庫)’에서 이 책이 발견되었다. 국내에는 영인본이 출간되었는데, 이변의 『훈세평화』는 15세기 한국어와 중국어를 연구하는 데 귀중한 자료로 평가되고 있다.

## 가족 관계
- 증조부 : 이윤번(李允蕃), 증 자헌대부 의정부 좌참찬 행 도사
  - 조부 : 이현(李玄), 증 숭정대부 의정부 좌찬성
    - 부 : 이공진(李公晉), 통의대부 사재시사
    - 모 : 증 정경부인 초계정씨(草溪鄭氏, 보승별장 정광조의 딸)
      - 본인 : 이변(李邊, 1391년 - 1473년)
      - 부인 : 정경부인 양성이씨(陽城李氏, 순찰사 이현신의 딸)
        - 장남 : 이효조(李孝祖), 통훈대부 통례원 봉례.
        - 자부 : 숙인 행주 기씨(幸州奇氏, 진사 기자환(奇自煥)의 딸)
        - 차남 : 이효종(李孝宗), 통훈대부 황주판관.
        - 자부 : 숙인 성양박씨(成陽朴氏, 봉례 박분의 딸)

## 문헌
子邊 一三九一年高麗恭讓王辛未七月二十三日生 生員 一四一九年 世宗已亥 文科 歷藝文館大提學 慶昌府尹 工曹 刑曹判書判中樞 輔國崇祿大夫 領中樞府事 弘文館大提學 承文院司譯院都提調事 贈諡貞靖公 外内用情曰「貞」 柔直考終曰「靖」 一四七三年成宗癸巳十月九日卒 享年八十三 九使帝京 身事五朝錫以第宅筆法超世 稱爲三絶 入耆社著訓世評話 及 老乞大利行于世載海東名臣錄 墓서울特市冠岳區奉天洞塔谷亥坐 有表石 配貞敬夫人陽城李氏父巡察使賢臣 外祖三司左尹 延安李隲 一四六一年世祖辛巳九月二十 四日卒 ▶ 墓雙墳 筆苑雜話 公性峭直無城府 爲吏曹叅議 每當銓注 多駁長官所爲 因與 之不協 一日外官有 贈鮮魚美肉者不受 聞長官己受 是日長官饋以美肉 公擧箸曰此所謂唲 唲之肉乎長官深啣之 秋江冷 談 李判院 表裏如一 以 骨鯁自許 常謂人曰 吾平生未甞欺人 自入仕以來 無一僞病癈仕 金佔華宗直曰信如此言 相公之德 眞爲篤敬古人仕者以病托君 前後叱叱 疑此言過當燃黎室記述 公能漢話 李朝實錄에依據科歷 諡法 配位卒年追錄 辛酉譜
성종실록 35권, 성종 4년 10월 10일 무진 5번째기사 / 영중추부사 이변의 졸기
영중추부사(領中樞府事) 이변(李邊)이 졸(卒)하였는데, 철조(輟朝)·조제(弔祭)·예장(禮葬)을 전례(前例)대로 하였다. 이변은 본관이 덕수(德水)로서, 판사재시사(判司宰寺事) 이공진(李公晉)의 아들이다. 영락(永樂) 세종 원년(1419) 기해년에 문과(文科)에 합격하여 승문원 박사(承文院博士)에 제수되었는데, 한문훈해(漢訓)에 정통함으로써 부교리(副校理)에 오르고, 선덕(宣德) 세종 9년(1427) 정미년 에 또 사역원 판관(司譯院判官)에 올랐다. 이로부터 제수(除授)할 때마다 반드시 승문원과 사역원 두 원(院)의 벼슬을 겸하였다. 이해 겨울에 전농시 판관(典農寺判官)으로서 부친의 상(喪)을 당하였는데, 세종 11년(1429) 기유년  가을에 기복(起復)되어 호군(護軍)이 되었다가 봉상시 윤(奉常寺尹)으로 옮겼다. 세종 17년(1435) 을묘년 가을에 모친의 상을 당하였는데, 정통(正統) 세종 18년(1436) 병진년 봄에 기복되어 대호군(大護軍)이 되고, 세종 20년(1438) 무오년에 예문관 직제학(藝文館直提學), 세종 22년(1440) 경신년에 사간원 우사간 대부(司諫院右司諫大夫), 세종 23년(1441) 신유년에 호조 참의(戶曹參議)에 올랐다가 곧 공조(工曹)로 옮겼다. 세종 30년(1448) 무진년에 가선 대부(嘉善大夫) 중추원 부사(中樞院副使)에 오르고, 세종 31년(1449) 기사년에 형조 참판으로 옮겼으며, 예조·이조·공조·병조의 참판을 거쳤다. 단종 원년(1453) 경태(景泰) 계유년에 가정 대부(嘉靖大夫) 경창 부윤(慶昌府尹)으로 올랐다가, 곧 자헌 대부(資憲大夫) 형조 판서에 올랐다. 세조 2년(1456) 병자년에 예문관 대제학(藝文館大提學)에 배수(拜授)되고, 세조 4년(1458) 천순(天順) 무인년에 공조 판서로 옮겼다가, 곧 숭정 대부(崇政大夫) 지중추원사(知中樞院事)로 올랐다. 세조 7년(1461) 신사년에 숭록 대부(崇祿大夫) 판중추원사(判中樞院事)에 오르고, 세조 13년(1458) 성화(成化) 정해년에 궤장(几杖)을 하사받고, 세조 14년(1468) 무자년에 특별히 보국 숭록 대부(輔國崇祿大夫)를 더하였으며, 성종 3년(1472) 임진년에 영중추부사(領中樞府事)가 되었다. 이때에 이르러 졸(卒)하였는데, 나이가 83세이다. 시호(諡號)는 정정(貞靖)이니, 안팎으로 정(情)을 쏟는 것이 정(貞)이고, 부드럽고 곧으며 편히 천명을 마치는 것이 정(靖)이다. 이변은 성품이 엄하고 곧아서 관장(官長)의 뜻에 구차하게 같이하지 아니하였다. 일찍이 이조 참의가 되어 무릇 주의(注擬) 할 때에 반드시 먼저 큰 소리로 말하기를, ‘참의도 역시 이조의 당상관(堂上官)인데, 사람을 잘못 쓰면 어찌 홀로 죄를 면할 수 있겠는가?’ 하며, 논의에서 꺼리거나 피하는 바가 없었다. 항상 승문원과 사역원의 제조(提調)를 겸하였는데, 하루에 반드시 두 관사(官司)에 두루 출사(出仕)하여 가르치기를 게을리하지 않았으며, 세초(歲初)에는 반드시 문묘(文廟)에 배알(拜謁)하기를 늙도록 폐하지 아니하였다. 중국 사신이 올 때마다 항상 어전(御前)에서 말을 전하는 일을 맡았는데, 임금의 뜻에 맞지 아니함이 없으므로, 이로써 항상 돌보아주는 대우를 받았다. 그러나 사람됨이 편협하고 성급하여 요좌(僚佐 : 속관屬官)가 조금만 마음에 맞지 아니하면 문득 꾸짖었다.